# Arso Jovanović
Arso Jovanović  (en serbe cyrillique : Арсо Р. Јовановић), né le 24 mars 1907 et mort en 1948, est un général des partisans yougoslaves pendant la Seconde Guerre mondiale.
Militaire de carrière, Jovanović est capitaine de l'Armée royale yougoslave au moment de l'invasion allemande de 1941. Il rejoint les Partisans, au sein desquels sa formation militaire lui permet de gravir les échelons. Il est notamment chargé par Tito, durant l'été 1941, de diriger avec Milovan Djilas l'insurrection au Monténégro occupé.
Après-guerre, au moment de la rupture soviéto-yougoslave de 1948, Jovanović fait partie des cadres du régime communiste yougoslave qui choisissent de soutenir Staline contre Tito. Il est officiellement tué par des gardes-frontières alors qu'il tente de gagner la Roumanie.